# 鍬形蕙林
鍬形 蕙林（くわがた けいりん、文政10年2月2日（1827年2月27日） - 明治42年（1909年）8月17日）とは江戸時代から明治時代にかけての狩野派の画家。

## 来歴
越中国出身。狩野雅信の門人。安政2年（1855年）より鍬形紹意の養子で、養祖父は鍬形蕙斎紹真。本姓は岡。名は勝永。津山藩お抱えの絵師であった。嘉永頃から没年まで作画したとされており、浮世絵風の肉筆画があるといわれる。明治期には東京府金杉村350に住んでいた。